# 1752
Portal Geschichte | Portal Biografien | Aktuelle Ereignisse | Jahreskalender | Tagesartikel

◄ |
17. Jahrhundert |
18. Jahrhundert
| 19. Jahrhundert | ►

◄ |
1720er |
1730er |
1740er |
1750er
| 1760er | 1770er | 1780er | ►

◄◄ |
◄ |
1748 |
1749 |
1750 |
1751 |
1752
| 1753 | 1754 | 1755 | 1756 | ► | ►►
Staatsoberhäupter  · Nekrolog  · Literaturjahr · Musikjahr
| Januar | Januar | Januar | Januar | Januar | Januar | Januar | Januar |
| Kw     | Mo     | Di     | Mi     | Do     | Fr     | Sa     | So     |
| ------ | ------ | ------ | ------ | ------ | ------ | ------ | ------ |
| 52     |        |        |        |        |        | 1      | 2      |
| 1      | 3      | 4      | 5      | 6      | 7      | 8      | 9      |
| 2      | 10     | 11     | 12     | 13     | 14     | 15     | 16     |
| 3      | 17     | 18     | 19     | 20     | 21     | 22     | 23     |
| 4      | 24     | 25     | 26     | 27     | 28     | 29     | 30     |
| 5      | 31     |        |        |        |        |        |        |

| Februar | Februar | Februar | Februar | Februar | Februar | Februar | Februar |
| Kw      | Mo      | Di      | Mi      | Do      | Fr      | Sa      | So      |
| ------- | ------- | ------- | ------- | ------- | ------- | ------- | ------- |
| 5       |         | 1       | 2       | 3       | 4       | 5       | 6       |
| 6       | 7       | 8       | 9       | 10      | 11      | 12      | 13      |
| 7       | 14      | 15      | 16      | 17      | 18      | 19      | 20      |
| 8       | 21      | 22      | 23      | 24      | 25      | 26      | 27      |
| 9       | 28      | 29      |         |         |         |         |         |

| März | März | März | März | März | März | März | März |
| Kw   | Mo   | Di   | Mi   | Do   | Fr   | Sa   | So   |
| ---- | ---- | ---- | ---- | ---- | ---- | ---- | ---- |
| 9    |      |      | 1    | 2    | 3    | 4    | 5    |
| 10   | 6    | 7    | 8    | 9    | 10   | 11   | 12   |
| 11   | 13   | 14   | 15   | 16   | 17   | 18   | 19   |
| 12   | 20   | 21   | 22   | 23   | 24   | 25   | 26   |
| 13   | 27   | 28   | 29   | 30   | 31   |      |      |

| April | April | April | April | April | April | April | April |
| Kw    | Mo    | Di    | Mi    | Do    | Fr    | Sa    | So    |
| ----- | ----- | ----- | ----- | ----- | ----- | ----- | ----- |
| 13    |       |       |       |       |       | 1     | 2     |
| 14    | 3     | 4     | 5     | 6     | 7     | 8     | 9     |
| 15    | 10    | 11    | 12    | 13    | 14    | 15    | 16    |
| 16    | 17    | 18    | 19    | 20    | 21    | 22    | 23    |
| 17    | 24    | 25    | 26    | 27    | 28    | 29    | 30    |

| Mai | Mai | Mai | Mai | Mai | Mai | Mai | Mai |
| Kw  | Mo  | Di  | Mi  | Do  | Fr  | Sa  | So  |
| --- | --- | --- | --- | --- | --- | --- | --- |
| 18  | 1   | 2   | 3   | 4   | 5   | 6   | 7   |
| 19  | 8   | 9   | 10  | 11  | 12  | 13  | 14  |
| 20  | 15  | 16  | 17  | 18  | 19  | 20  | 21  |
| 21  | 22  | 23  | 24  | 25  | 26  | 27  | 28  |
| 22  | 29  | 30  | 31  |     |     |     |     |

| Juni | Juni | Juni | Juni | Juni | Juni | Juni | Juni |
| Kw   | Mo   | Di   | Mi   | Do   | Fr   | Sa   | So   |
| ---- | ---- | ---- | ---- | ---- | ---- | ---- | ---- |
| 22   |      |      |      | 1    | 2    | 3    | 4    |
| 23   | 5    | 6    | 7    | 8    | 9    | 10   | 11   |
| 24   | 12   | 13   | 14   | 15   | 16   | 17   | 18   |
| 25   | 19   | 20   | 21   | 22   | 23   | 24   | 25   |
| 26   | 26   | 27   | 28   | 29   | 30   |      |      |

| Juli | Juli | Juli | Juli | Juli | Juli | Juli | Juli |
| Kw   | Mo   | Di   | Mi   | Do   | Fr   | Sa   | So   |
| ---- | ---- | ---- | ---- | ---- | ---- | ---- | ---- |
| 26   |      |      |      |      |      | 1    | 2    |
| 27   | 3    | 4    | 5    | 6    | 7    | 8    | 9    |
| 28   | 10   | 11   | 12   | 13   | 14   | 15   | 16   |
| 29   | 17   | 18   | 19   | 20   | 21   | 22   | 23   |
| 30   | 24   | 25   | 26   | 27   | 28   | 29   | 30   |
| 31   | 31   |      |      |      |      |      |      |

| August | August | August | August | August | August | August | August |
| Kw     | Mo     | Di     | Mi     | Do     | Fr     | Sa     | So     |
| ------ | ------ | ------ | ------ | ------ | ------ | ------ | ------ |
| 31     |        | 1      | 2      | 3      | 4      | 5      | 6      |
| 32     | 7      | 8      | 9      | 10     | 11     | 12     | 13     |
| 33     | 14     | 15     | 16     | 17     | 18     | 19     | 20     |
| 34     | 21     | 22     | 23     | 24     | 25     | 26     | 27     |
| 35     | 28     | 29     | 30     | 31     |        |        |        |

| September | September | September | September | September | September | September | September |
| Kw        | Mo        | Di        | Mi        | Do        | Fr        | Sa        | So        |
| --------- | --------- | --------- | --------- | --------- | --------- | --------- | --------- |
| 35        |           |           |           |           | 1         | 2         | 3         |
| 36        | 4         | 5         | 6         | 7         | 8         | 9         | 10        |
| 37        | 11        | 12        | 13        | 14        | 15        | 16        | 17        |
| 38        | 18        | 19        | 20        | 21        | 22        | 23        | 24        |
| 39        | 25        | 26        | 27        | 28        | 29        | 30        |           |

| Oktober | Oktober | Oktober | Oktober | Oktober | Oktober | Oktober | Oktober |
| Kw      | Mo      | Di      | Mi      | Do      | Fr      | Sa      | So      |
| ------- | ------- | ------- | ------- | ------- | ------- | ------- | ------- |
| 39      |         |         |         |         |         |         | 1       |
| 40      | 2       | 3       | 4       | 5       | 6       | 7       | 8       |
| 41      | 9       | 10      | 11      | 12      | 13      | 14      | 15      |
| 42      | 16      | 17      | 18      | 19      | 20      | 21      | 22      |
| 43      | 23      | 24      | 25      | 26      | 27      | 28      | 29      |
| 44      | 30      | 31      |         |         |         |         |         |

| November | November | November | November | November | November | November | November |
| Kw       | Mo       | Di       | Mi       | Do       | Fr       | Sa       | So       |
| -------- | -------- | -------- | -------- | -------- | -------- | -------- | -------- |
| 44       |          |          | 1        | 2        | 3        | 4        | 5        |
| 45       | 6        | 7        | 8        | 9        | 10       | 11       | 12       |
| 46       | 13       | 14       | 15       | 16       | 17       | 18       | 19       |
| 47       | 20       | 21       | 22       | 23       | 24       | 25       | 26       |
| 48       | 27       | 28       | 29       | 30       |          |          |          |

| Dezember | Dezember | Dezember | Dezember | Dezember | Dezember | Dezember | Dezember |
| Kw       | Mo       | Di       | Mi       | Do       | Fr       | Sa       | So       |
| -------- | -------- | -------- | -------- | -------- | -------- | -------- | -------- |
| 48       |          |          |          |          | 1        | 2        | 3        |
| 49       | 4        | 5        | 6        | 7        | 8        | 9        | 10       |
| 50       | 11       | 12       | 13       | 14       | 15       | 16       | 17       |
| 51       | 18       | 19       | 20       | 21       | 22       | 23       | 24       |
| 52       | 25       | 26       | 27       | 28       | 29       | 30       | 31       |

| Januar | Januar | Januar | Januar | Januar | Januar | Januar | Januar |
| Kw     | Mo     | Di     | Mi     | Do     | Fr     | Sa     | So     |
| ------ | ------ | ------ | ------ | ------ | ------ | ------ | ------ |
| 52     |        |        |        |        |        | 1      | 2      |
| 1      | 3      | 4      | 5      | 6      | 7      | 8      | 9      |
| 2      | 10     | 11     | 12     | 13     | 14     | 15     | 16     |
| 3      | 17     | 18     | 19     | 20     | 21     | 22     | 23     |
| 4      | 24     | 25     | 26     | 27     | 28     | 29     | 30     |
| 5      | 31     |        |        |        |        |        |        |

| Februar | Februar | Februar | Februar | Februar | Februar | Februar | Februar |
| Kw      | Mo      | Di      | Mi      | Do      | Fr      | Sa      | So      |
| ------- | ------- | ------- | ------- | ------- | ------- | ------- | ------- |
| 5       |         | 1       | 2       | 3       | 4       | 5       | 6       |
| 6       | 7       | 8       | 9       | 10      | 11      | 12      | 13      |
| 7       | 14      | 15      | 16      | 17      | 18      | 19      | 20      |
| 8       | 21      | 22      | 23      | 24      | 25      | 26      | 27      |
| 9       | 28      | 29      |         |         |         |         |         |

| März | März | März | März | März | März | März | März |
| Kw   | Mo   | Di   | Mi   | Do   | Fr   | Sa   | So   |
| ---- | ---- | ---- | ---- | ---- | ---- | ---- | ---- |
| 9    |      |      | 1    | 2    | 3    | 4    | 5    |
| 10   | 6    | 7    | 8    | 9    | 10   | 11   | 12   |
| 11   | 13   | 14   | 15   | 16   | 17   | 18   | 19   |
| 12   | 20   | 21   | 22   | 23   | 24   | 25   | 26   |
| 13   | 27   | 28   | 29   | 30   | 31   |      |      |

| April | April | April | April | April | April | April | April |
| Kw    | Mo    | Di    | Mi    | Do    | Fr    | Sa    | So    |
| ----- | ----- | ----- | ----- | ----- | ----- | ----- | ----- |
| 13    |       |       |       |       |       | 1     | 2     |
| 14    | 3     | 4     | 5     | 6     | 7     | 8     | 9     |
| 15    | 10    | 11    | 12    | 13    | 14    | 15    | 16    |
| 16    | 17    | 18    | 19    | 20    | 21    | 22    | 23    |
| 17    | 24    | 25    | 26    | 27    | 28    | 29    | 30    |

| Mai | Mai | Mai | Mai | Mai | Mai | Mai | Mai |
| Kw  | Mo  | Di  | Mi  | Do  | Fr  | Sa  | So  |
| --- | --- | --- | --- | --- | --- | --- | --- |
| 18  | 1   | 2   | 3   | 4   | 5   | 6   | 7   |
| 19  | 8   | 9   | 10  | 11  | 12  | 13  | 14  |
| 20  | 15  | 16  | 17  | 18  | 19  | 20  | 21  |
| 21  | 22  | 23  | 24  | 25  | 26  | 27  | 28  |
| 22  | 29  | 30  | 31  |     |     |     |     |

| Juni | Juni | Juni | Juni | Juni | Juni | Juni | Juni |
| Kw   | Mo   | Di   | Mi   | Do   | Fr   | Sa   | So   |
| ---- | ---- | ---- | ---- | ---- | ---- | ---- | ---- |
| 22   |      |      |      | 1    | 2    | 3    | 4    |
| 23   | 5    | 6    | 7    | 8    | 9    | 10   | 11   |
| 24   | 12   | 13   | 14   | 15   | 16   | 17   | 18   |
| 25   | 19   | 20   | 21   | 22   | 23   | 24   | 25   |
| 26   | 26   | 27   | 28   | 29   | 30   |      |      |

| Juli | Juli | Juli | Juli | Juli | Juli | Juli | Juli |
| Kw   | Mo   | Di   | Mi   | Do   | Fr   | Sa   | So   |
| ---- | ---- | ---- | ---- | ---- | ---- | ---- | ---- |
| 26   |      |      |      |      |      | 1    | 2    |
| 27   | 3    | 4    | 5    | 6    | 7    | 8    | 9    |
| 28   | 10   | 11   | 12   | 13   | 14   | 15   | 16   |
| 29   | 17   | 18   | 19   | 20   | 21   | 22   | 23   |
| 30   | 24   | 25   | 26   | 27   | 28   | 29   | 30   |
| 31   | 31   |      |      |      |      |      |      |

| August | August | August | August | August | August | August | August |
| Kw     | Mo     | Di     | Mi     | Do     | Fr     | Sa     | So     |
| ------ | ------ | ------ | ------ | ------ | ------ | ------ | ------ |
| 31     |        | 1      | 2      | 3      | 4      | 5      | 6      |
| 32     | 7      | 8      | 9      | 10     | 11     | 12     | 13     |
| 33     | 14     | 15     | 16     | 17     | 18     | 19     | 20     |
| 34     | 21     | 22     | 23     | 24     | 25     | 26     | 27     |
| 35     | 28     | 29     | 30     | 31     |        |        |        |

| September | September | September | September | September | September | September | September |
| Kw        | Mo        | Di        | Mi        | Do        | Fr        | Sa        | So        |
| --------- | --------- | --------- | --------- | --------- | --------- | --------- | --------- |
| 35        |           |           |           |           | 1         | 2         | 3         |
| 36        | 4         | 5         | 6         | 7         | 8         | 9         | 10        |
| 37        | 11        | 12        | 13        | 14        | 15        | 16        | 17        |
| 38        | 18        | 19        | 20        | 21        | 22        | 23        | 24        |
| 39        | 25        | 26        | 27        | 28        | 29        | 30        |           |

| Oktober | Oktober | Oktober | Oktober | Oktober | Oktober | Oktober | Oktober |
| Kw      | Mo      | Di      | Mi      | Do      | Fr      | Sa      | So      |
| ------- | ------- | ------- | ------- | ------- | ------- | ------- | ------- |
| 39      |         |         |         |         |         |         | 1       |
| 40      | 2       | 3       | 4       | 5       | 6       | 7       | 8       |
| 41      | 9       | 10      | 11      | 12      | 13      | 14      | 15      |
| 42      | 16      | 17      | 18      | 19      | 20      | 21      | 22      |
| 43      | 23      | 24      | 25      | 26      | 27      | 28      | 29      |
| 44      | 30      | 31      |         |         |         |         |         |

| November | November | November | November | November | November | November | November |
| Kw       | Mo       | Di       | Mi       | Do       | Fr       | Sa       | So       |
| -------- | -------- | -------- | -------- | -------- | -------- | -------- | -------- |
| 44       |          |          | 1        | 2        | 3        | 4        | 5        |
| 45       | 6        | 7        | 8        | 9        | 10       | 11       | 12       |
| 46       | 13       | 14       | 15       | 16       | 17       | 18       | 19       |
| 47       | 20       | 21       | 22       | 23       | 24       | 25       | 26       |
| 48       | 27       | 28       | 29       | 30       |          |          |          |

| Dezember | Dezember | Dezember | Dezember | Dezember | Dezember | Dezember | Dezember |
| Kw       | Mo       | Di       | Mi       | Do       | Fr       | Sa       | So       |
| -------- | -------- | -------- | -------- | -------- | -------- | -------- | -------- |
| 48       |          |          |          |          | 1        | 2        | 3        |
| 49       | 4        | 5        | 6        | 7        | 8        | 9        | 10       |
| 50       | 11       | 12       | 13       | 14       | 15       | 16       | 17       |
| 51       | 18       | 19       | 20       | 21       | 22       | 23       | 24       |
| 52       | 25       | 26       | 27       | 28       | 29       | 30       | 31       |

## Ereignisse

### Politik und Weltgeschehen

#### Republik Venedig

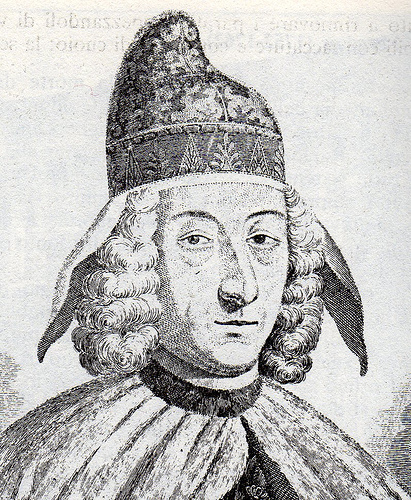
Francesco Loredan

- 18. März: Francesco Loredan wird elf Tage nach dem Tod seines Vorgängers Pietro Grimani zum Dogen von Venedig gewählt. Zum Zeitpunkt seiner Wahl ist der Reichtum der Familie Loredan in Venedig legendär, sie besitzt mehrere Paläste, wie den Palazzo di San Stefano, den Palazzo Loredan-Cini, den Palazzo Loredan/Farsetti und die Cà Loredan am Canal Grande, die Francesco dem österreichischen Botschafter gegen Vorkasse der Gesamtmiete für 29 Jahre und die Verpflichtung zu Restauration und Unterhalt des Palastes vermietet hat. Der neue Doge führt ein luxuriöses Leben mit seinem Bruder und seiner Schwägerin im Dogenpalast, führt die Republik aber auch zu wirtschaftlicher Blüte.

#### Heiliges Römisches Reich
- König Friedrich II. von Preußen schreibt sein politisches Testament nieder.

#### Nordamerikanische Kolonien

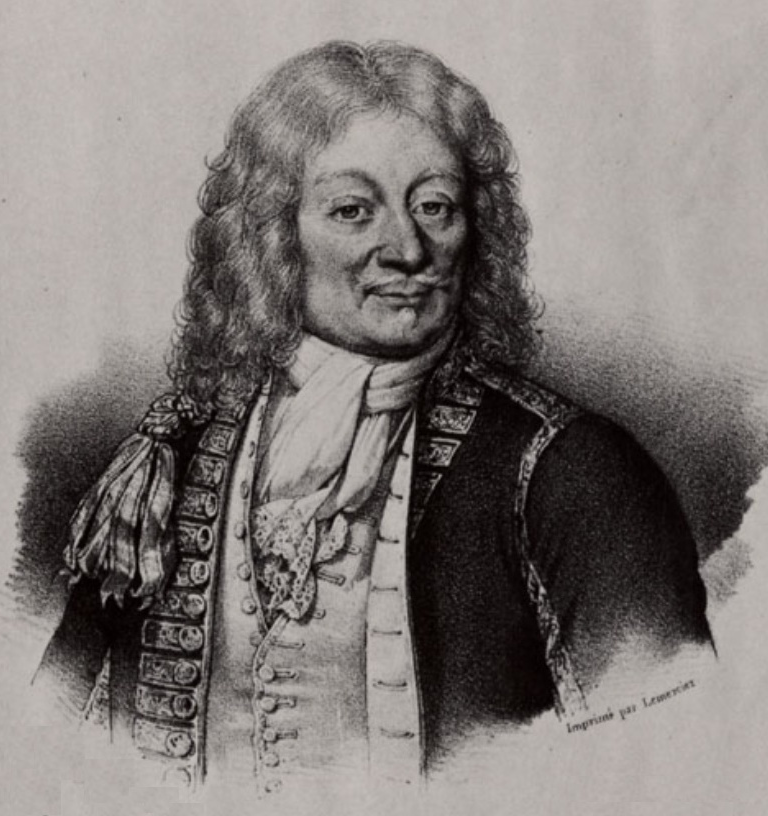
Michel-Ange Duquesne de Menneville

- Juli: Michel-Ange Duquesne de Menneville wird als Nachfolger des am 17. März verstorbenen Jacques-Pierre de Taffanel de La Jonquière Generalgouverneur von Neufrankreich. Er residiert in der Stadt Québec im Château Saint-Louis.
- Die Liberty Bell wird anlässlich der Fünfzigjahrfeier der Charta über die Religionsfreiheit Pennsylvanias in London von Whitechapel Bell Foundry gegossen.

#### Zentralasien
- 12. Juni: Die Stadt Petropawl wird als militärische Kosakenfestung gegründet, um die zentralasiatische Grenze des Russischen Kaiserreiches gegen die Nomaden aus der Kasachischen Steppe zu verteidigen.

#### Südostasien

Flagge der Konbaung-Dynastie

Das Volk der Mon aus Pegu erobert die birmanische Hauptstadt Ava. Der letzte Herrscher der Taungu-Dynastie wird gefangen genommen und später hingerichtet. Der birmanische Kleinadelige Alaungpaya nutzt die Gunst der Stunde und schwingt sich zum Herrscher Birmas auf. Es gelingt ihm, eine Heeresabteilung der Mon zu schlagen und gründet die Konbaung-Dynastie.

### Wirtschaft
- 11. Februar: Graf Simon August von der Lippe gründet die Lippische Landes-Brandversicherungsanstalt. Die Gründung dieser Brandkasse, die gegen Risiken des Brandes versichert, soll in erster Linie der Verarmung der Bevölkerung in solchen Notfällen entgegenwirken und volkswirtschaftliches Vermögen sichern.
- 6. April: Philipp Jakob Oberkampf gründet in Lörrach eine Indienne-Fabrik, aus der sich das Textilunternehmen KBC entwickelt.

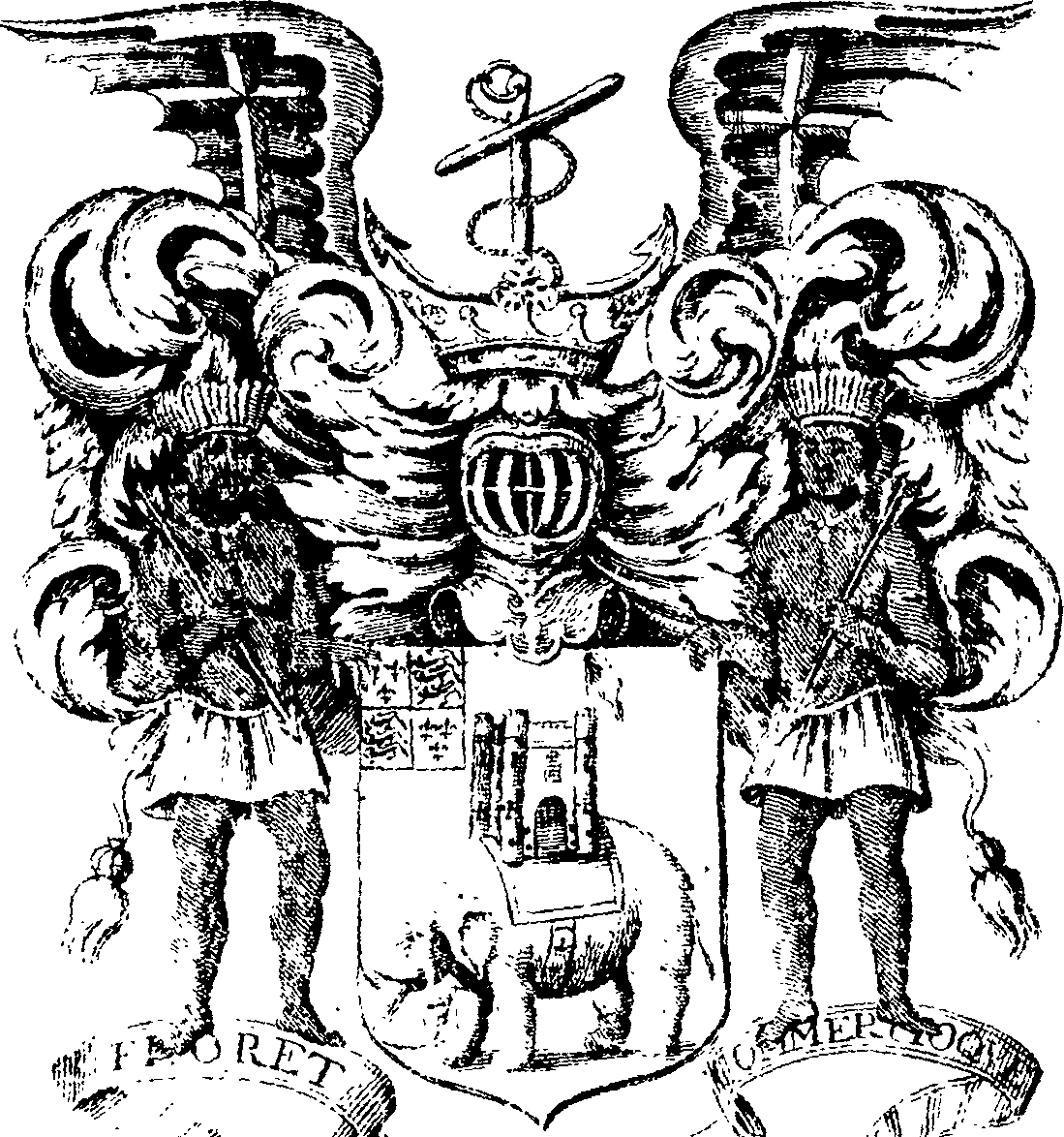
Logo der Royal African Company (1705)

- 10. April: Die 1672 gegründete britische Royal African Company wird aufgelöst.
- 12./19. Oktober: Die Fayencemanufaktur Göggingen wird geschlossen.
- Im kurpfälzischen Schwetzingen wird das Brauhaus Zum grünen Laub gegründet.
- Die niederländische Wochenzeitung Leeuwarder Courant erscheint erstmals.

### Wissenschaft und Technik
- 15. Juni: Benjamin Franklin überprüft seine Theorie, dass Blitze quasi Funken in riesigem Maßstab sind. Er lässt bei herannahenden Gewitterwolken einen Drachen steigen, was einen Blitzeinschlag herbeiführt. Der Versuch bewirkt, dass auch andere Wissenschaftler an der Entwicklung von Blitzableitern arbeiten.
- Die Koninklijke Hollandsche Maatschappij der Wetenschappen, eine wissenschaftliche Gesellschaft, wird gegründet.
- Der französische Astronom Nicolas-Louis de Lacaille entdeckt am Kap der Guten Hoffnung den Kugelsternhaufen Messier 55, die Spiralgalaxie Messier 83 und den Offenen Sternhaufen NGC 3532. Er führt überdies die Sternbilder Oktant und Maler ein und benennt das Sternbild Rhombus in Rhombisches Netz um.

### Kultur

#### Bildende Kunst und Architektur
- 20. Januar: Am Geburtstag von König Karl IV. erfolgt in Caserta, nördlich von Neapel, die Grundsteinlegung für den Bau des königlichen Palastes, der zukünftigen Residenz der Bourbonen im Königreich beider Sizilien. Architekt des Bauwerks ist Luigi Vanvitelli.
- 12. April: König Ferdinand VI. von Spanien gründet die Real Academia de las Tres Nobles Artes de San Fernando in Madrid. Hier werden die „drei noblen Künste“ Malerei, Bildhauerei und Architektur unterrichtet.

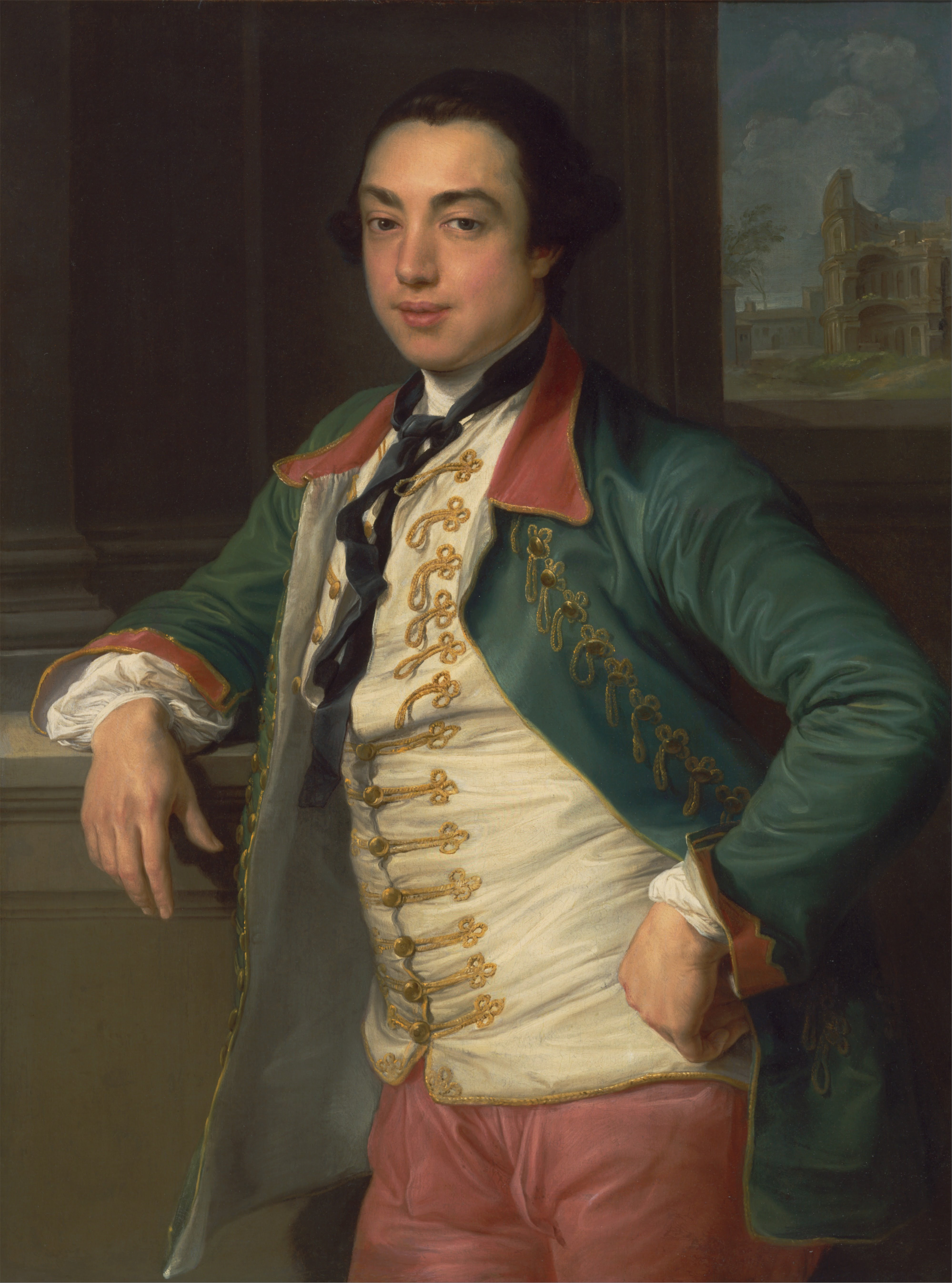
James Caulfeild, 1. Earl of Charlemont, Gründer der Akademie

- 11. Mai: Englische und irische Künstler gründen in Rom die Academy of English Professors of the Liberal Arts. Leiter der Kunstschule wird der Porträtmaler John Parker. Zu den Mitgliedern gehören unter anderem der Architekt William Chambers, die Maler Gavin Hamilton, Thomas Patch und Richard Wilson sowie der Künstler, Sammler, Antikenhändler und Bankier Thomas Jenkins. Die Akademie fungiert zugleich als Kopieranstalt antiker römischer Malereien für den englischen Kunstmarkt.
- Die École supérieure des beaux-arts de Marseille wird in einem Zisterzienserkloster gegründet.
- Giovanni Battista Tiepolo erhält den Auftrag für das Deckenfresko im Treppenhaus der Würzburger Residenz.

#### Literatur

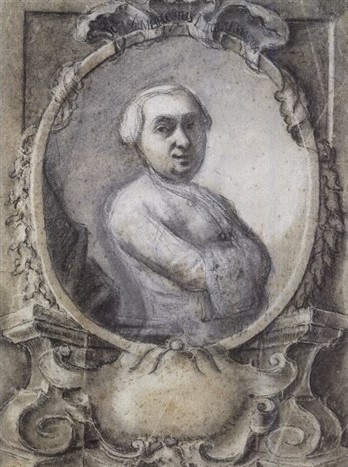
Giovanni Migliavacca

#### Musik
- 26. Februar: Das dramatische Oratorium Jephta von Georg Friedrich Händel hat seine Uraufführung am Theatre Royal in Covent Garden. Das Libretto schrieb – wie bei den vorangegangenen Oratorien Händels – Thomas Morell nach einem Bibeltext.
- 1. August: Eine Aufführung der Opera buffa La serva padrona von Giovanni Battista Pergolesi in Paris löst den Buffonistenstreit zwischen Anhängern der konservativen Französischen Oper und der progressiven Italienischen Oper aus.
- 18. Oktober: Die Uraufführung des Intermezzos Le devin du village von Jean-Jacques Rousseau im Schloss Fontainebleau in Fontainebleau ist ein großer Erfolg und verschafft der französischen Opéra-comique gesellschaftliches Ansehen.
- 11. November: Die Uraufführung der Oper I portentosi effetti della madre Natura von Domenico Scarlatti findet am Teatro San Samuele in Venedig statt.
- 18. November: Die Oper Le Jaloux Corrigé von Michel Blavet wird im Château de Berny uraufgeführt.
- Johann Joachim Quantz verfasst für Friedrich den Großen das Lehrbuch Versuch einer Anweisung die Flöte traversiere zu spielen.

### Gesellschaft
- 31. Juli: Der Tiergarten Schönbrunn in Wien wird erstmals schriftlich erwähnt. Er ist damit der weltweit älteste noch bestehende Zoo.
- 14. September: Das Königreich Großbritannien führt in seinem gesamten Herrschaftsbereich mit den Kolonien den Gregorianischen Kalender ein. Der vorige Tag war der 2. Septemberjul..

### Religion
- Die Fürstabtei Fulda wird zum Hochstift und Fürstbistum erhoben. Der bisherige Fürstabt Amand von Buseck wird damit erster Fürstbischof von Fulda.
- Die barocke Kirche im böhmischen Dittersbach wird errichtet.
- Die Kirche von Brande-Hörnerkirchen wird errichtet.
- Die Synagoge Odenbach wird errichtet.

## Historische Karten und Ansichten

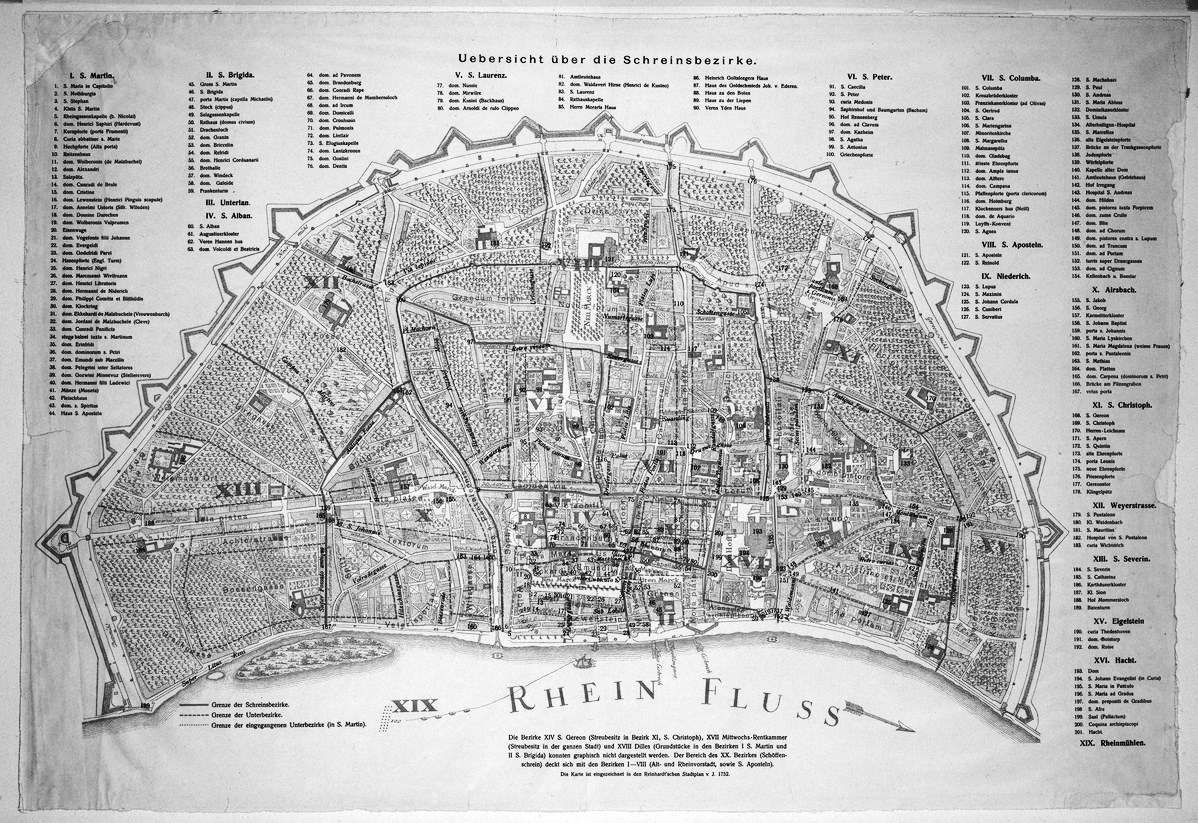
Köln (Johann Valentin Reinhardt)
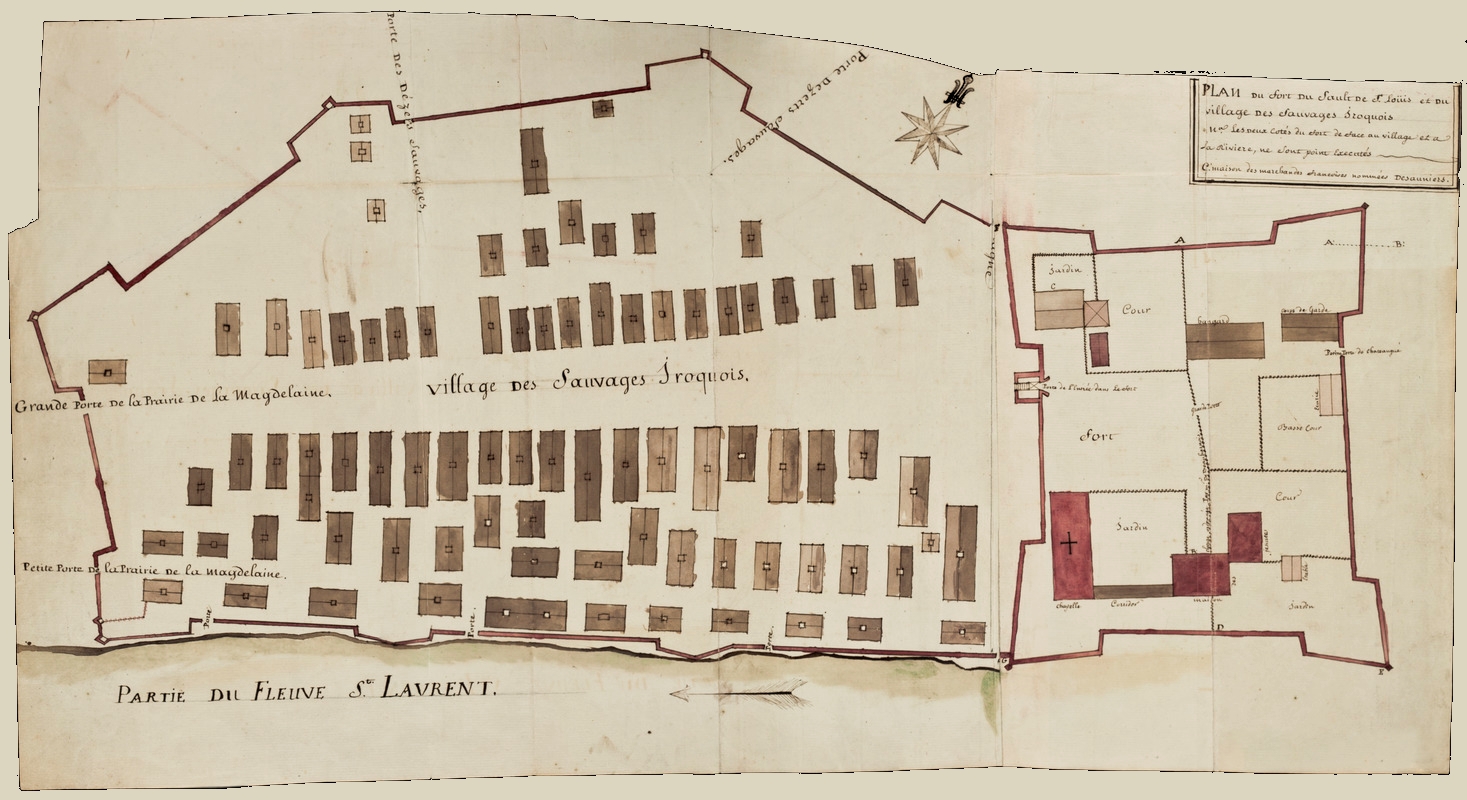
Fort du Sault de St. Louis in Kanada
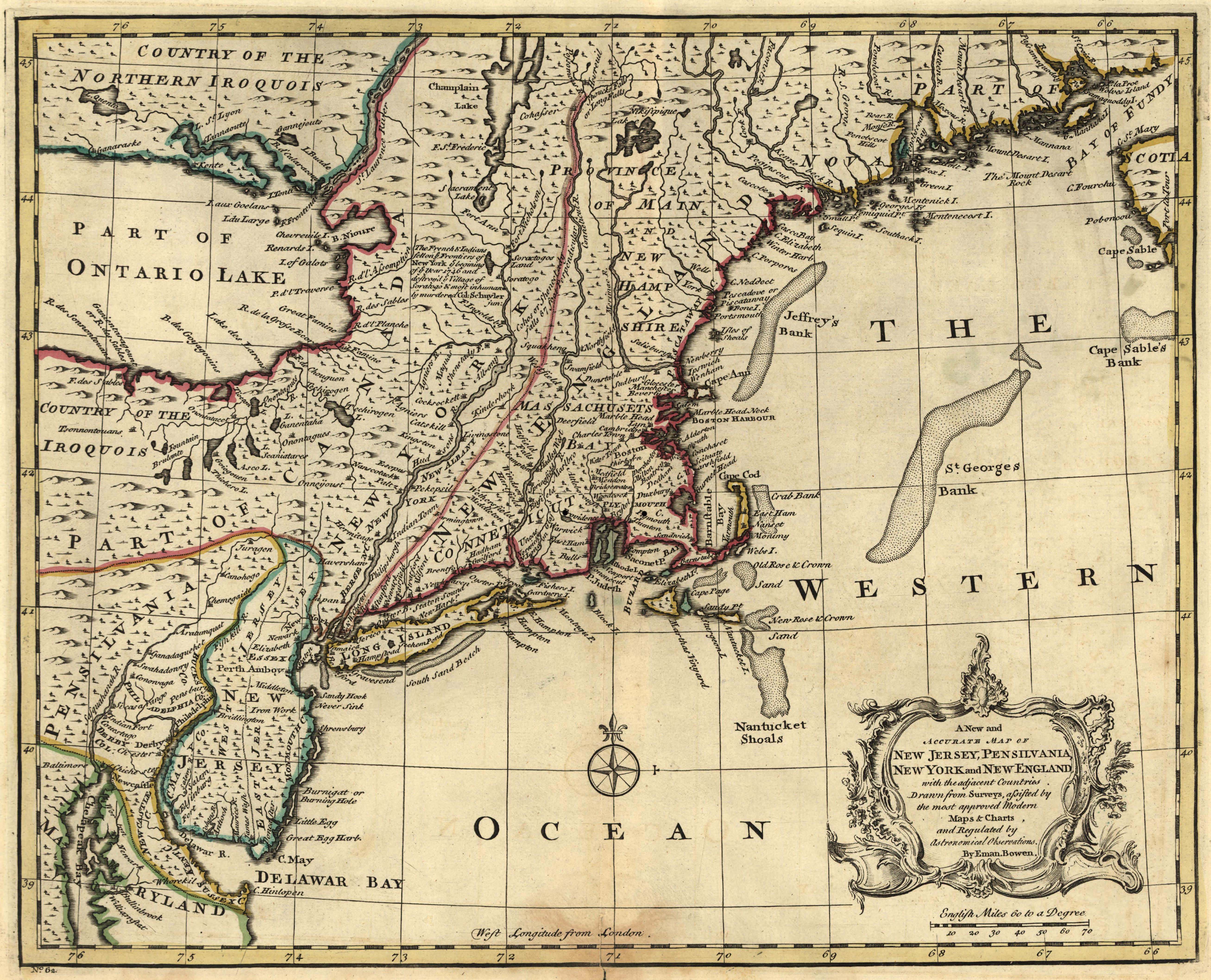
New Jersey, Pensilvania, New York und Neuengland

## Geboren

### Januar bis März
- 01. Januar: Betsy Ross, US-amerikanische Quäkerin, nähte angeblich die erste Flagge der USA († 1836)
- 02. Januar: Philip Freneau, amerikanischer Dichter († 1832)
- 02. Januar: Charlotte Christine Wilhelmine von Gilsa, Äbtissin des Stiftes Wallenstein zu Homberg († 1822)
- 02. Januar: Jean Joseph Tranchot, französischer Geograph († 1815)
- 04. Januar: Ephraim Ludwig Gottfried Abt, preußischer Bergbaubeamter und schlesischer Regionalhistoriker († 1819)
- 04. Januar: David Hall, US-amerikanischer Politiker († 1817)
- 05. Januar: Wilhelm Amsinck, deutscher Kaufmann, Ratsherr und Bürgermeister († 1831)
- 13. Januar: Eleonora Fonseca Pimentel, portugiesische italienischsprachige Dichterin († 1799)
- 16. Januar: Nicolas François Guillard, französischer Librettist († 1814)
- 23. Januar: Muzio Clementi, italienischer Komponist († 1832)
- 25. Januar: Friedrich Valentin, deutscher Bildhauer († 1819)
- 28. Januar: Bernhard Joseph Anders, österreichischer Beamter († 1827)
- 31. Januar: Gouverneur Morris, US-amerikanischer Politiker, Mitverfasser der Unabhängigkeitserklärung der Vereinigten Staaten († 1816)
- 05. Februar: Anton Walter, Wiener Klavierbauer († 1826)
- 06. Februar: Carl Christian Horvath, deutscher Buchhändler und Gründer des deutschen Börsenvereins der Buchhändler († 1837)
- 07. Februar: Pascal Antoine Fiorella, französischer General korsischer Herkunft († 1818)
- 12. Februar: Dorothea Ackermann, deutsche Schauspielerin († 1821)
- 12. Februar: John Smith, US-amerikanischer Politiker († 1816)
- 13. Februar: Luise von Göchhausen, Hofdame der Herzogin Anna Amalia von Sachsen-Weimar-Eisenach († 1807)
- 17. Februar: Friedrich Maximilian Klinger, deutscher Dichter und russischer General († 1831)
- 19. Februar: Simone Assemani, italienischer Orientalist († 1821)
- 25. Februar: John Graves Simcoe, englischer Vizegouverneur von Oberkanada (Upper Canada) († 1806)
- 27. Februar: Christian Gottfried Friedrich Assmann, deutscher Ökonomie- und Kameralwissenschaftler († 1822)
- 28. Februar: Johanna Luise von Werthern, deutsche Adelige († 1811)
- 29. Februar: George Handley, US-amerikanischer Politiker († 1793)
- 07. März: Carl Friedrich Cramer, deutscher Altphilologie und Linguist († 1807)
- 13. März: Joseph Reicha, deutscher Cellist und Komponist († 1795)
- 14. März: Josef Malinský, tschechischer Bildhauer und Schnitzer († 1827)
- 16. März: Antoine Joseph Santerre, französischer Nationalgardist († 1809)
- 21. März: Mary Dixon Kies, US-amerikanische Erfinderin († 1837)
- 21. März: Jean Étienne Benoît Duprat, französischer General und Revolutionär († 1809)
- 21. März: Maurice Joseph Louis Gigost d’Elbée, Anführer der Aufständischen während des Vendée-Aufstands († 1794)
- 27. März: Johann Heinrich Ehrich, deutscher Schulleiter in Russland († 1826)
- 000März: Johann Jakob Faesch, Schweizer evangelischer Geistlicher († 1832)

### April bis Juni
- 01. April: Pascual Ruiz Huidobro, spanischer Militär und Politiker († 1813)
- 04. April: Niccolò Antonio Zingarelli, italienischer Komponist († 1837)
- 10. April: Alexander Graydon, amerikanischer Jurist, Schriftsteller und Militär († 1818)
- 12. April: Heinrich XLIII., Paragiatsherr von Reuß-Köstritz († 1814)
- 12. April: Johann Alois Schneider, deutscher Bischof († 1818)
- 18. April: Hans Rudolf Maurer, Schweizer Lehrer und evangelischer Geistlicher († 1805)
- 19. April: Friederike Brion, elsässische Pfarrerstochter und Geliebte von Johann Wolfgang von Goethe († 1813)
- 22. April: Georg Joachim Göschen, deutscher Verleger († 1828)
- 24. April: Henry Latimer, US-amerikanischer Politiker († 1819)
- 28. April: Matsumura Goshun, japanischer Maler der Edo-Zeit und Begründer der Shijō-Schule († 1811)
- 29. April: Theodore Foster, US-amerikanischer Politiker († 1828)
- 02. Mai: Ludwig August Lebrun, deutscher Oboist und Komponist († 1790)
- 04. Mai: John Brooks, US-amerikanischer Politiker († 1825)
- 10. Mai: Amalie von Pfalz-Zweibrücken-Birkenfeld-Bischweiler, Kurfürstin und Königin von Sachsen und Herzogin von Warschau († 1828)
- 10. Mai: Pierre Riel de Beurnonville, französischer General und Staatsmann, Pair und Marschall von Frankreich († 1821)
- 11. Mai: Johannes Albrecht, deutscher Arzt und Schriftsteller († 1814)
- 11. Mai: Johann Friedrich Blumenbach, deutscher Anatom und Anthropologe († 1840)
- 14. Mai: Juliane Benda, deutsche Sängerin und Komponistin († 1783)
- 14. Mai: Albrecht Daniel Thaer, Begründer der Agrarwissenschaft († 1828)
- 19. Mai: Philipp Ludwig Wittwer, deutscher Mediziner († 1792)
- 22. Mai: Louis Legendre, französischer Politiker († 1797)
- 27. Mai: Adolf Friedrich von Scheve, deutscher Jurist († 1837)
- 04. Juni: John Eager Howard, US-amerikanischer Politiker († 1827)
- 11. Juni: Daniel Erhard Günther, deutscher Mediziner und Hochschullehrer († 1834)
- 13. Juni: Fanny Burney, englische Schriftstellerin († 1840)
- 16. Juni: Salawat Julajew, baschkirischer Freiheitskämpfer und Dichter, Nationalheld von Baschkortostan († 1800)
- 26. Juni: Christian Erdmann Kindten, deutscher Orgelbauer († 1803)
- 29. Juni: St. George Tucker, US-amerikanischer Jurist und Dichter († 1827)

### Juli bis September
- 06. Juli: Elisabeth Hudtwalcker, deutsche Malerin († 1804)
- 07. Juli: Joseph-Marie Jacquard, französischer Erfinder des Jaquard-Webstuhls († 1834)
- 23. Juli: Emanuel von Schimonsky, Fürstbischof von Breslau († 1832)
- 27. Juli: Ambroise Marie François Joseph Palisot de Beauvois, französischer Naturwissenschaftler († 1820)
- 27. Juli: Samuel Smith, US-amerikanischer Politiker († 1839)
- 31. Juli: Heinrich Corrodi, Schweizer evangelischer Theologe und Pädagoge († 1793)
- 02. August: Anastasius Ludwig Mencken, preußischer Verwaltungsreformer († 1801)
- 05. August: Johann Philipp Bach, deutscher Musiker und Maler († 1846)
- 06. August: Luise von Sachsen-Meiningen, Landgräfin von Hessen-Philippsthal-Barchfeld († 1805)
- 13. August: Maria Karolina von Österreich, österreichische Erzherzogin und Königin von Neapel-Sizilien († 1814)
- 20. August: Friederike Caroline Luise von Hessen-Darmstadt, Herzogin von Mecklenburg-Strelitz († 1782)
- 20. August: Peter Ochs, Schweizer Politiker († 1821)
- 22. August: Johann Gottfried am Ende, deutscher evangelischer Theologe († 1821)
- 24. August: Karl Mack von Leiberich, österreichischer General († 1828)
- 25. August: Louise Diede zum Fürstenstein, deutsche Adelige und Pianistin († 1803)
- 04. September (getauft): Friedrich Ludwig Benda, deutscher Violinist und Komponist († 1792)
- 08. September: Johann Caspar Ludwig Mencke, auch: Mencken, deutscher Rechtswissenschaftler († 1795)
- 13. September: Benedikte Naubert, deutsche Schriftstellerin († 1819)
- 15. September: Wilhelm Jacob Jagwitz, preußischer Beamter († 1826)
- 18. September: Georg Anton Bredelin, Lehrer, Schulvisitator, Dichter, Musiker und Komponist († 1814)
- 18. September: Adrien-Marie Legendre, französischer Mathematiker († 1833)
- 21. September: Luise zu Stolberg-Gedern, deutsche Adelige, Ehefrau des jakobitischen Thronprätendenten Charles Edward Stuart und Geliebte des italienischen Dichters und Dramatikers Graf Vittorio Alfieri († 1824)
- 24. September: Karl Maximilian von Sachsen, kursächsischer Offizier und Regimentschef († 1781)
- 25. September: Carl Stenborg, schwedischer Komponist († 1813)
- 30. September: Justin Heinrich Knecht, deutscher Komponist, Organist, Dirigent, Musikpädagoge und Musiktheoretiker († 1817)

### Oktober bis Dezember
- 02. Oktober: Jeanne Louise Henriette Campan, Kammerfrau der französischen Königin Marie Antoinette († 1822)
- 02. Oktober: Joseph Ritson, englischer Antiquar und Rechtsgelehrter († 1803)
- 04. Oktober: Elisabeth Augusta Wendling, deutsche Opernsängerin († 1794)
- 13. Oktober: Johann Carl Christian Fischer, deutscher Komponist und Musiker († 1807)
- 16. Oktober: Johann Gottfried Eichhorn, deutscher Orientalist und Historiker († 1827)

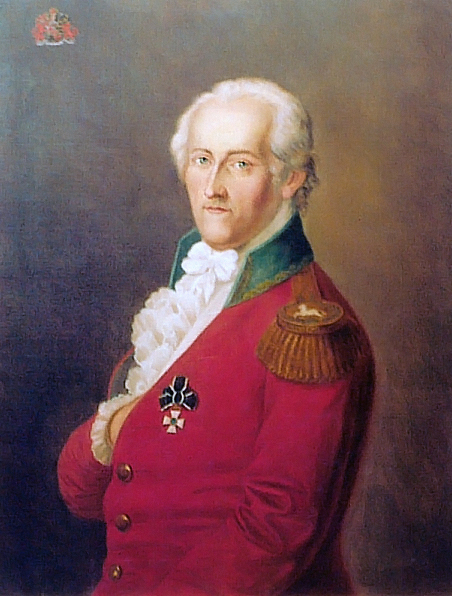
Adolph Freiherr Knigge

- 16. Oktober: Adolph Freiherr Knigge, deutscher Schriftsteller († 1796)
- 17. Oktober: Jacob Broom, US-amerikanischer Unternehmer und Politiker († 1810)
- 17. Oktober: Sebastian Seemiller, deutscher katholischer Theologe († 1798)
- 18. Oktober: Christian Traugott Koch, deutscher Jurist und Politiker († 1826)
- 28. Oktober: Jeongjo, 22. König der Joseon-Dynastie in Korea († 1800)
- 04. November: Ildephons Schwarz, deutscher katholischer Theologe († 1794)
- 15. November: Nathaniel Chipman, US-amerikanischer Politiker († 1843)
- 17. November: Caspar Voght, Hamburger Kaufmann und Sozialreformer († 1839)
- 19. November: George Rogers Clark, amerikanischer Pionier († 1818)
- 20. November: Thomas Chatterton, englischer Dichter († 1770)
- 20. November: Leopold Layer, slowenischer Maler († 1828)
- 20. November: Marie Jean François Philibert Lecarlier, französischer Kommissar in der Helvetischen Republik († 1799)
- 20. November: Robert Wright, US-amerikanischer Politiker († 1826)
- 20. November: Christian von Zweybrücken, Offizier in französischen, preußischen und bayrischen Diensten († 1817)
- 21. November: Philippe-Louis-Marc-Antoine de Noailles, französischer Politiker († 1819)
- 23. Oktober: Maria Anna Adamberger, österreichische Schauspielerin († 1804)
- 25. November: Johann Friedrich Reichardt, deutscher Komponist, Musikschriftsteller und -kritiker († 1814)
- 01. Dezember: Johann Bernhard Lippert, deutscher evangelischer Theologe († 1819)
- 03. Dezember: George Cabot, US-amerikanischer Politiker († 1823)
- 04. Dezember: Fernando José de Portugal e Castro, portugiesischer Adliger und Vizekönig von Brasilien († 1817)
- 14. Dezember: Christoph August Tiedge, deutscher Dichter († 1841)
- 15. Dezember: André da Silva Gomes, brasilianischer Komponist portugiesischer Herkunft († 1844)
- 17. Dezember: Peter Josef Cramer von Clauspruch, preußischer Offizial in Köln († 1820)
- 24. Dezember: Joan Petit i Aguilar, spanischer Katalanist und Grammatiker († 1829)
- 29. Dezember: Wilhelmine von Lichtenau, deutsche Adelige und Geliebte Friedrich Wilhelms II. von Preußen († 1820)
- 29. Dezember: Konrad Tanner, Abt von Kloster Einsiedeln († 1825)

### Genaues Geburtsdatum unbekannt
- Manoel Arruda da Cámara, portugiesisch-brasilianischer Botaniker († 1810)
- Nguyễn Huệ, vietnamesischer General und Kaiser († 1792)
- Torii Kiyonaga, japanischer Farbholzschnittkünstler († 1815)
- Friedrich Wilhelm von Kleist, preußischer Oberst und Ritter des Ordens Pour le Mérite († 1822)
- Johann Julius von Koenemann, deutscher Jurist und Oberamtmann († 1826)
- Michikinikwa, Häuptling der Miami-Indianer († 1812)
- Dildar Ali Nasirabadi, schiitischer Gelehrter in Indien († 1820)
- Jacob Read, US-amerikanischer Politiker († 1816)
- Nyi Ageng Serang, indonesische Nationalheldin († 1838)
- Edward Smith Stanley, 12. Earl of Derby, britischer Erfinder des Oaks Stakes Derby († 1834)

### Geboren um 1752
- Jane McCrea, britische Loyalistin in New York († 1777)

## Gestorben

### Januar bis Mai
- 04. Januar: Gabriel Cramer, Genfer Mathematiker (* 1704)
- 04. Januar: Heinrich Plütschau, deutscher evangelischer Missionar (* um 1676)
- 10. Januar: Paul Egell, deutscher Bildhauer und Stuckateur (* 1691)
- 14. Januar: Devasahayam Pillai, indischer Konvertit zum Katholizismus und Märtyrer, Seliger der katholischen Kirche (* 1712)
- 18. Januar: Johann Friedrich Ludwig, deutscher Goldschmied und Baumeister (* 1673)
- 26. Januar: Anton Leodegar Keller, Luzerner Ratsmitglied, Vogt und Tagsatzungsgesandter (* 1673)
- 03. Februar: Sophie Sabina Apitzsch, sächsische Hochstaplerin (* 1692)
- 04. Februar: Louis I. de Bourbon, Herzog von Orléans und Herzog von Nemours, Großmeister des Lazarusordens (* 1703)

Anne Henriette von Frankreich beim Gambenspiel

- 10. Februar: Anne Henriette de Bourbon, Prinzessin von Frankreich und Gambistin (* 1727)
- 17. Februar: Beinta Broberg, dänisch-färingische Frau (* um 1667)
- 07. März: Pietro Grimani, Doge von Venedig (* 1677)
- 09. März: Claude-Joseph Geoffroy (der Jüngere), französischer Botaniker, Mykologe, Chemiker und Apotheker (* 1685)
- 10. März: Johann Christoph Knöffel, deutscher Architekt und Baumeister des Rokoko (* 1686)
- 15. März: Balthasar von Ahlefeldt, Herr der Adligen Güter Lindau und Neudorf sowie Generalleutnant und Kommandant von Glückstadt (* 1684)
- 17. März: Jacques-Pierre de Taffanel de La Jonquière, französischer Admiral und Generalgouverneur von Neufrankreich (* 1685)
- 19. März: Joseph Schmuzer, süddeutscher Baumeister und Stuckateur (* 1683)
- 25. März: Temple Stanyan, englischer Politiker, Historiker und Autor (* 1675)
- 06. April: Friedrich Christian Glume, deutscher Bildhauer (* 1714)
- 09. April: Lukas von Breda, schwedischer Maler (* 1676)
- 27. April: Henri de Favanne, englisch-französischer Maler (* 1668)
- 03. Mai: Samuel Ogle, britischer Kolonialgouverneur von Maryland (* um 1694)
- 04. Mai: Augustin Leyser, preußischer Jurist (* 1683)
- 06. Mai: Sophia von Sachsen-Weißenfels, Markgräfin von Brandenburg-Bayreuth sowie Reichsgräfin von Hoditz und Wolframitz (* 1684)
- 19. Mai: Jean Pierre Antoine d’Alençon, deutscher Beamter (* 1687)
- 22. Mai: Johann Alexander Thiele, sächsischer Maler und Radierer (* 1685)
- 28. Mai: Renatus von Zinzendorf, deutscher Kirchenlieddichter (* 1727)

### Juni bis Dezember
- 03. Juni: Albrecht Meno Verpoorten, deutscher Pädagoge und lutherischer Theologe (* 1672)
- 04. Juni: Kaspar von Fels, Schweizer Bürgermeister und Tagsatzungsgesandter (* 1668)
- 04. Juni: Karl zu Mecklenburg, Prinz des Hauses Mecklenburg-Strelitz (* 1708)
- 04. Juni: Daniel Marot, französischer Architekt und Kupferstecher (* 1661)
- 08. Juni: Johann Christian von Hennicke, kursächsischer und polnischer Verwaltungsbeamter (* 1681)
- 14. Juni: Charles-Antoine Coypel, französischer Historienmaler und Dramatiker (* 1694)
- 15. Juni: Michael Gottlieb Agnethler, Siebenbürger Naturwissenschaftler und Numismatiker (* 1719)
- 26. Juni: Giulio Alberoni, italienischer Kardinal und Staatsminister von Spanien (* 1664)
- 27. Juni: Joseph Butler, englischer Bischof von Durham und Bristol (* 1692)
- 04. Juli: Cajetan Anton Notthafft von Weißenstein, Fürstpropst von Berchtesgaden (* 1670)
- 17. Juli: Gabriel Johnston, britischer Kolonialgouverneur von North Carolina (* 1698)
- 17. Juli: Daniel Juslenius, finnischer Historiker, Philosoph und Theologe sowie Bischof von Porvoo und Skara (* 1676)
- 20. Juli: Johann Franz Capellini von Wickenburg, kurpfälzischer Geheimer Rat und Autor (* 1677)
- 23. Juli: Friedrich Gottlieb Struve, deutscher Jurist und Hochschullehrer (* 1676)
- 24. Juli: Michael Christian Festing, englischer Violinist und Komponist (* 1705)
- 31. Juli: Johann Christoph Pepusch, deutscher Bratschist, Komponist, Theaterdirektor, Musiktheoretiker und Organist (* 1667)
- 04. August: Georg Ludwig Charbonnier, deutscher Gartenkünstler (* 1678)
- 05. August: Cosmo Gordon, 3. Duke of Gordon, britischer Hochadliger (* 1720)
- 06. August: Pedro Cebrián y Agustín, spanischer Offizier, Diplomat und Kolonialverwalter, Vizekönig von Neuspanien (* 1687)
- 12. August: Antonio Corradini, venezianischer Bildhauer (* 1688)
- 14. August: Georg Jakob Schwindel, deutscher evangelischer Theologe und Historiker (* 1684)
- 14. August: Hedwig Friederike von Württemberg-Weiltingen, Fürstin von Anhalt-Zerbst (* 1691)
- 26. August: Philipp Otto von Grumbkow, preußischer Staatsmann (* 1684)
- 14. September: Rudolf August Nolte, braunschweigischer Jurist und Lokalhistoriker (* 1703)
- 17. September: Caspar Nicolaus Overbeck, norddeutscher evangelischer Theologe (* 1670)
- 02. November: Johann Albrecht Bengel, schwäbischer lutherischer Theologe und Pietist (* 1687)
- 06. November: Ralph Erskine, schottischer Prediger (* 1685)
- 28. November: Wolf Friedrich Marschall, Erbmarschall in Thüringen, Kammerherr des Königs von Polen und Kurfürsten von Sachsen (* 1687)
- 11. Dezember: Adolf Friedrich III., Herzog zu Mecklenburg-Strelitz (* 1686)
- 24. Dezember: Franz Anton von Dücker, Priester und Domherr in Köln (* 1700)

### Genaues Todesdatum unbekannt
- Shah Abdul Latif, Sufi-Gelehrter und klassischer Dichter Sindhs (* 1689)
- Jacopo Amigoni, italienischer Maler (* 1682)
- Johann Georg Benda, böhmischer Komponist (* 1713)
- John Shore, britischer Trompeter und Lautenist, Erfinder der Stimmgabel (* um 1662)
- Lawrence Washington, Soldat und Landbesitzer in Virginia, Halbbruder von George Washington (* 1718)